# Одзун
Одзу́н (арм. Օձուն) — село в центре Лорийской области Армении.
Главой сельской общины является Арсен Титанян.

## География
Расположено в 2 км к югу от ж/д станции Санаин, недалеко от монастырей Санаин и Ахпат. С севера ограничено хребтом Вираайоц, с юга-востока — хребтом Гугарац, а с юга — Базумским хребтом.

## История
Одзун — одно из старейших поселений Таширского гавара, бывшее, согласно «Армянской Географии», во времена раннего Средневековья столицей гавара. В ранних летописях Одзун упоминался, прежде всего, как родина католикоса Ованеса III Имастасера. Вардан Аревелци упоминает Одзун как посёлок в XIII веке.
В окрестных пещерах были найдены рукописные дневники, свидетельствующие о том, что село являлось крупным культурным центром.

## Архитектура
В селе сохранилась купольная базилика Одзунского монастыря, предположительно относящаяся к VI или к первой четверти VII века. Церковь расположена на центральной возвышенности села и видна почти из любой его точки. Церковь почти целиком построена из фельзита, за исключением части внутренней отделки из базальта. Планировка церкви прямоугольная, основные размеры 31.62×20.71 м. Кроме внутреннего зала имеется также внешний, опоясывающая церковь с трёх сторон. Зал представляет собой две галереи с юга и севера, упирающие на западном фасаде в стену с арочным входом в центре. Размеры внутреннего зала 20.98×11.12 м. Двумя рядами колонн зал делится на три нефа. На западе центральный неф оканчивается полукруглым алтарём, а боковые — двухэтажными ризницами.
В первоисточниках данных о дате постройки церкви не сохранилось. Однако, исходя из общей конструкцию церкви, внутреннего убранство, некоторых архитектурных тонкостей, Одзунский монастырь относят к VI веку. Церковь несколько раз реконструировалась и реставрировалась. Так, в XIX веке в восточной части церкви были построены две звонницы.
С северо-восточной стороны церкви находится памятник-надгробие. Согласно христианской традиции, надгробие направлено лицевой стороной на запад. Памятник установлен на ступенчатом основании. Представляет собой двухарочную аркаду, выполненную из шлифованного камня. Под каждой из арок находится четырёхметровая прямоугольная стела, на каждой стороне которой по всей длине высечены изображения. На западных и восточных гранях выполнены Евангельские сюжеты, сюжеты о распространении христианства в Армении, а на северных и южных гранях — геометрические и растительные сюжеты. Каждая грань окаймлена неповторяющимся орнаментом.

## Фотогалерея

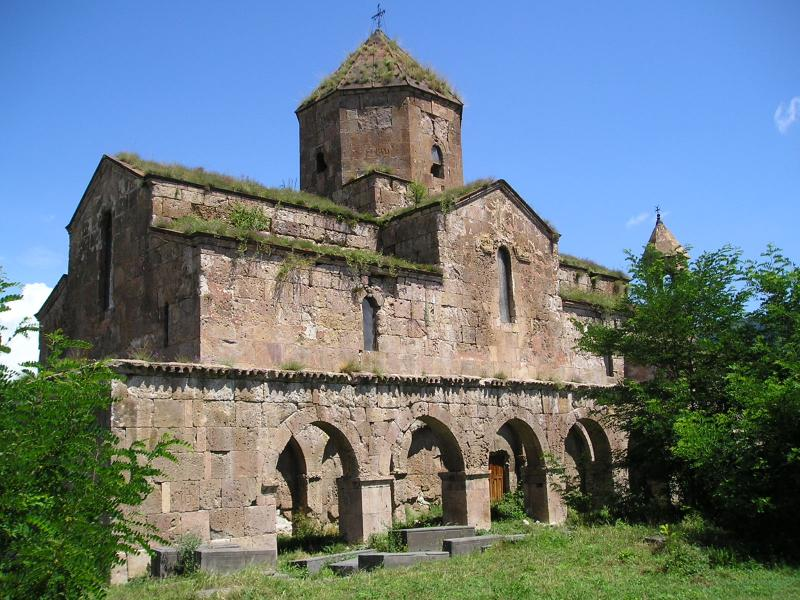
Южная сторона церкви
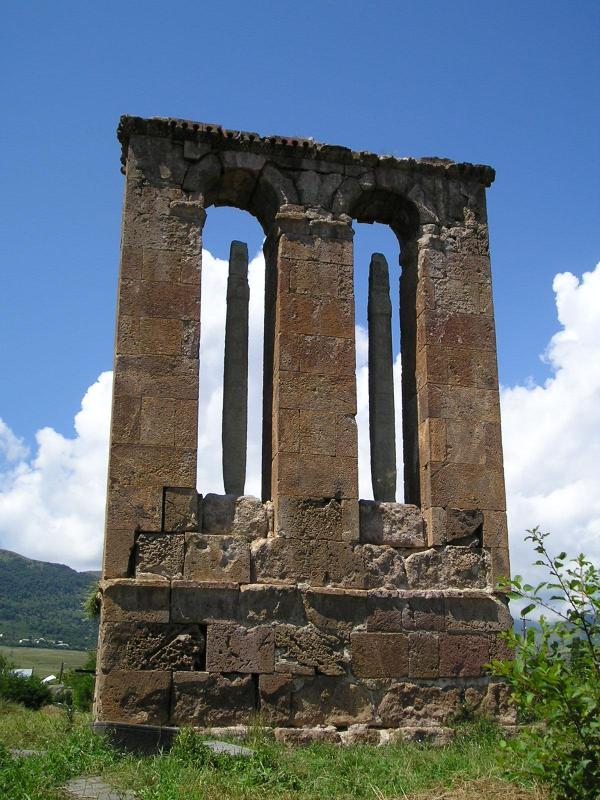
Надгробие
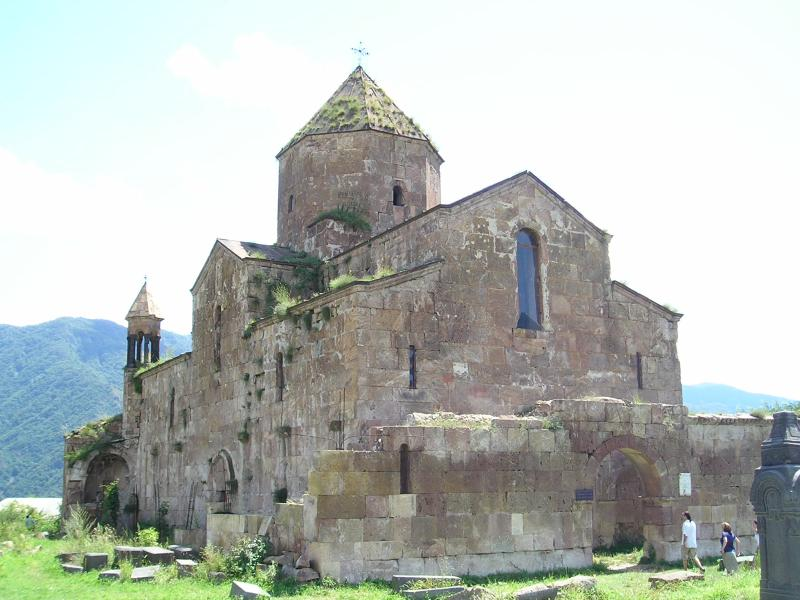
Северная и западная стороны церкви